# Jüdische Gemeinde Dornum
Die jüdische Gemeinde in Dornum bestand rund 300 Jahre lang, von ihren Anfängen im 17. Jahrhundert bis zu ihrem Ende am 8. März 1940. Die Juden in Dornum stellten 1925 mit 7,3 % nach Neustadtgödens den höchsten prozentualen Bevölkerungsanteil in Ostfriesland. Erstmals ließen sich Juden nach dem Dreißigjährigen Krieg in der Herrlichkeit Dornum nieder, nachdem den Herrlichkeitsbesitzern 1626 von Graf Rudolf Christian das Privileg erteilt worden war, eigene Schutzbriefe auszustellen. Fortan nahmen die Juden am örtlichen Leben teil und waren Mitglieder verschiedener dörflicher Vereine. Nach 1933 ausgegrenzt und verfolgt, emigrierten viele Juden. Über 50 % der 1933 in Dornum lebenden jüdischen Einwohner wurden im Holocaust ermordet. Von den überlebenden Dornumer Juden kehrte keiner zurück.

## Geschichte der Jüdischen Gemeinde in Dornum

### 17. Jahrhundert bis 1933

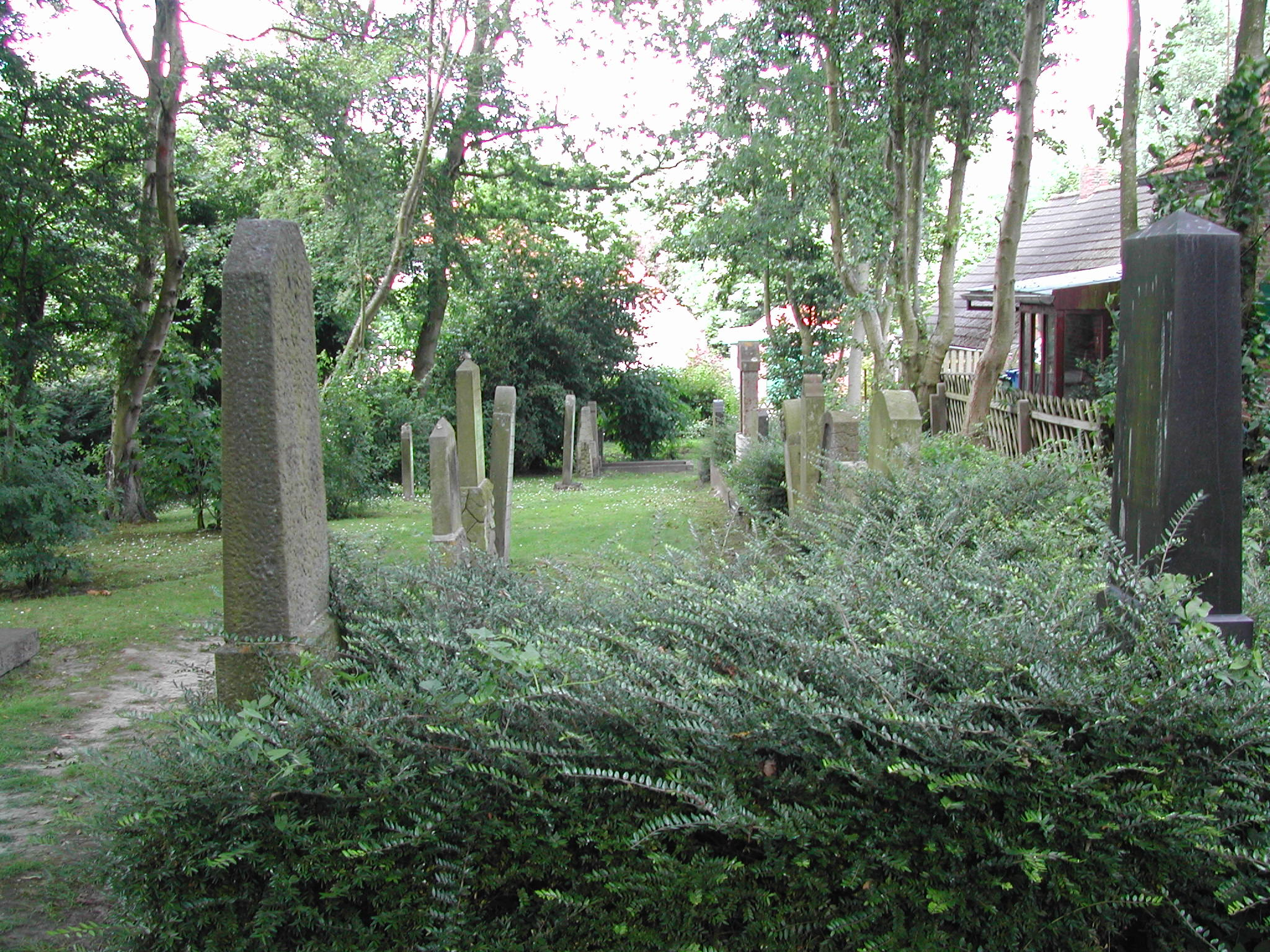
Der jüdische Friedhof in Dornum

1626 gestand Graf Rudolf Christian den Herrlichkeitsbesitzern das Privileg zu, Schutzbriefe für Juden auszustellen. Nach dem Dreißigjährigen Krieg ließen sich daraufhin in der Herrlichkeit Dornum erstmals Juden nieder. Harro Joachim von Closter (1700–1707), Besitzer der Norderburg, nahm weitere jüdische Handwerker und Kaufleute sowie Hoffaktoren in Dornum auf. Im Ort selbst wohnte aufgrund des „Einfamilienwohnrechtes“ zunächst nur eine einzige Familie. Nach der Weihnachtsflut im Jahr 1717 gaben die örtlichen Herren diese Beschränkung aus wirtschaftlichen Gründen auf und gestatteten den Juden freien Zuzug gegen „Judengeleite“ und „Schutzbriefe“. Zusätzlich zu diesen Schutzgeldern mussten die Dornumer Juden alle Steuern zahlen, die auch von den christlichen Einwohnern des Fleckens erhoben wurden.
1721 wies der Herrlichkeitsbesitzer der jüdischen Gemeinde von Dornum als Begräbnisplatz die etwas außerhalb des Ortes liegende Lübben-Warft zu. Zunächst musste die jüdische Gemeinde den Platz anmieten, was nach jüdischer Vorschrift nicht erlaubt ist, da jüdische Friedhöfe und Gräber für alle Ewigkeit bestehen müssen. Der älteste erhaltene Grabstein stammt aus dem Jahr der Einrichtung des Friedhofs. 1723 kaufte eine örtliche Jüdin die Begräbnisstätte.
Ab 1727 stritten sich die Dornumer Herrlichkeitsbesitzer mit den Ostfriesischen Landesherren über das Recht, Geleitbriefe auszustellen und die daraus resultierenden Einnahmen. Das führte dazu, dass örtliche Juden zusätzlich zu ihrem Dornumer Geleitbrief einen fürstlichen benötigten, wenn sie auch außerhalb der Herrlichkeit Handel treiben wollten.
Bis 1730 wuchs die Zahl der jüdischen Händler, die teilweise mit ihren Familien in Dornum lebten, auf zehn an. Im selben Jahr richtete Samuel Arons in einem Haus in der Hohen Straße (heute Kirchstraße) erstmals einen Betraum ein. Vermutlich stand das Haus mit dem Betraum auf dem Grundstück, auf dem später die Synagoge errichtet wurde.
Nach dem Übergang Ostfrieslands an Preußen (1744) entzogen die neuen Machthaber den Herrlichkeitsbesitzern 1749 das Recht, Schutz- oder Geleitbriefe auszustellen. Dieses Privileg beanspruchte der König, der eine restriktive Ansiedlungspolitik verfolgte, fortan für sich. Er unterstellte die Juden Dornums dem Parnas in Aurich, der fortan für die Registrierung der Juden und die Steuererhebung zuständig war.
Die heute noch erhaltene Synagoge in Dornum ließ die Gemeinde 1841 erbauen. Das Geld hierfür mussten die Dornumer Juden bei einem christlichen Geldverleiher aufnehmen, wobei Häuser und Wertgegenstände der jüdischen Familien als Sicherheit dienten. 1848 gründete sich in Dornum eine Bürgerwehr, in der sich sieben jüdische Bewohner des Fleckens anschlossen. Fortan waren Juden Mitglieder verschiedener örtlicher Vereine, unter anderem des Schützen-, Turn- und Militärvereins. 1920 erhielt die Synagoge elektrisches Licht. Eine Heizmöglichkeit hatte das Gebäude nicht. Der Fußboden der Synagoge bestand aus festgeklopftem Lehm. Nur um die Bima herum waren rote Ziegelsteine ausgelegt.
Von 1882 bis 1922 gab es in Dornum eine jüdische Elementarschule. Zunächst erhielten Schüler ihren Unterricht in einem angemieteten kleinen Zimmer. Schließlich ließ die Gemeinde bis 1904 eine Schule errichten, in der es neben dem großen Klassenraum auch eine Mikwe sowie eine Wohnung für den Lehrer, der traditionell auch als Schächter und Vorsänger tätig war, gab. In diesem Jahr besuchten 20 Schüler die Einrichtung. 1908 waren es 28. Von den 75 im Jahr 1917 in Dornum registrierten Juden fielen im Ersten Weltkrieg fünf, die auf einer Tafel in der Synagoge geehrt wurden.
In der Weimarer Republik stellten die örtlichen Juden dreimal den Schützenkönig (1920 Moses Heß, 1923 Daniel Cohen, 1929 Wilhelm Rose) und der Gemeindevorsteher wurde von 1918 bis November 1929 immer wieder als unabhängiger Kandidat in den zwölfköpfigen Dornumer Gemeinderat gewählt. Trotzdem waren antisemitische Tendenzen unübersehbar. So nahmen die Juden im lokalen Kriegerverein ab 1922 keine führende Position mehr ein. Als der Verein sich 1926 dem völkisch-antisemitischen Kyffhäuserbund anschloss, zogen sich die verbliebenen Juden mehr und mehr aus dem Vereinsleben zurück. In dieser Zeit nahm die Anzahl der jüdischen Bewohner des Ortes auch aus wirtschaftlichen Gründen stark ab. Trotzdem stellten sie 1924 mit 7,4 Prozent immer noch einen der höchsten Bevölkerungsanteile aller Städte und Gemeinden Ostfrieslands.
Im November 1931 wurde in Dornum eine NSDAP-Ortsgruppe gegründet. 1932 kaufte die NSDAP das Dornumer Schloss – ca. 200 Meter von der Synagoge entfernt – und errichtete dort eine SA-Führerschule, die im Juli 1933 in ein Arbeitsdienstlager umgewandelt wurde. Im Gemeinderat waren damals noch keine Nationalsozialisten vertreten. Zu dieser Zeit hatte der Vorsitzende der Synagogengemeinde, Aaron Wolffs, noch einen Sitz im Rat.

### 1933 bis 1938

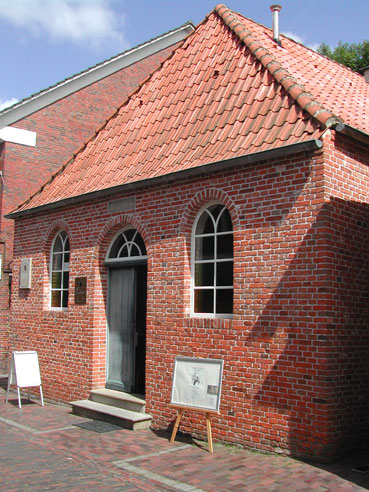
Ehemalige Synagoge Dornum

Bei den Kommunalwahlen vom 12. März 1933 verlor der Synagogengemeindevorsitzende Wolffs seinen Sitz im Gemeinderat und die NSDAP zog mit fünf Abgeordneten in den zwölfköpfigen Gemeinderat ein. Von Januar bis Oktober stieg die Mitgliederzahl der NSDAP-Ortsgruppe von 37 auf 85 Personen. Am 19. März wurde eine Gedenktafel für die Gefallenen des Ersten Weltkrieges eingeweiht. Die Namen der jüdischen Gefallenen wurden dabei jedoch ausgespart. Auch aus dem Vereinsleben wurden die Juden hinausgedrängt. Der Schützenverein entfernte die Bilder der jüdischen Schützenkönige aus dem Vereinsheim und nahm ihre Plaketten aus der Schützenkette heraus.
Am 28. März 1933 erließ Anton Bleeker, der Standartenführer für Ostfriesland, ein Schächtverbot für alle ostfriesischen Schlachthöfe und ordnete an, dass die Schächtmesser verbrannt werden. Dies führte zu einem ersten größeren Zwischenfall am selben Tag. Die Dornumer SA marschierte gemeinsam mit der SS und der SA aus Norden auf den Marktplatz. Die SA erzwang die Herausgabe der Schächtmesser, um sie auf dem Marktplatz zu verbrennen. Anschließend erklärte der Sturmführer alle jüdischen Geschäfte in Dornum für geschlossen.
Am 1. April 1933, dem sogenannten Boykotttag, zogen SA-Posten vor die jüdischen Geschäfte und beobachteten, ob der Boykott eingehalten wurde. Aktiv hinderten sie Kunden daran, die Geschäfte zu betreten.
Am 5. April 1933 verhaftete die SA den Viehhändler Jako Rose und brachte ihn in das Polizeigefängnis nach Norden. Dort starb er unter ungeklärten Umständen. Am nächsten Tag verbreitete sich rasch das Gerücht, die Todesursache sei „Selbstmord durch Erhängen“ gewesen. Hatten wirtschaftliche Gründe schon vor 1933 einen verstärkten Wegzug der jüdischen Bevölkerung bewirkt, begann nun der Exodus der Dornumer Juden. Ende 1933 hatte bereits ein Drittel Dornum verlassen, Ende des Jahres 1935 lebten nur noch 25 Juden im Flecken und bis Herbst 1938 hatten mehr als zwei Drittel der Anfang 1933 in Dornum registrierten Juden ihr Heimatdorf verlassen.
Im August 1933 wurde die Hohe Straße, an der die Synagoge und viele jüdische Wohnungen lagen, in Adolf-Hitler-Straße umbenannt. Nach 1933 wurde die Synagoge in Dornum kaum noch genutzt, da die erforderliche Zahl von zehn männlichen Gottesdienstbesuchern für eine Minjan nicht mehr erreicht wurde. Wilhelm Rose, der letzte Gemeindevorsteher, verkaufte die Synagoge schließlich am 7. November 1938 für 600 Reichsmark an den örtlichen Tischlermeister August Teßmer, dessen Haus unmittelbar an das Synagogengebäude grenzte. Teßmer nutzte das Gebäude fortan als Möbellager. Den Verkaufserlös, der für den jüdischen Hilfsverein bestimmt war, überwies Rose an das Landesrabbinat Emden.

### Novemberpogrom 1938

Ehrentafel mit den Namen der fünf jüdischen Gefallenen des Ersten Weltkrieges

Ende Oktober 1938 lebten noch 15 Juden in Dornum. Trotz des Verkaufs stürmten SA-Mitglieder das jüdische Gotteshaus während der Novemberpogrome 1938. Sie schlugen am 9. November die Fenster ein und holten sämtliche verbliebenen Einrichtungsgegenstände heraus. Darunter befanden sich die Ehrentafel mit den Namen der fünf jüdischen Gefallenen des Ersten Weltkrieges, die Bima, der Aron ha-Qodesch (heiliger Schrein – in ihm werden die Thora-Rollen in der Synagoge aufbewahrt) sowie die Totenbahre. Aus dem Haus von Wilhelm Rose entwendeten die SA-Männer schließlich noch die Thora-Rollen. Anschließend verbrannten sie die Gegenstände auf dem Marktplatz öffentlich. Danach drangen SA-Trupps in jüdische Wohnhäuser ein, nahmen alle Personen fest und verbrachten sie mit einem Lastkraftwagen nach Norden zum Schlachthof, wo auch die Norder Juden zusammengetrieben worden waren. Alte, Frauen und Kinder wurden am Morgen des 10. November entlassen, die Männer wurden über Oldenburg in das KZ Sachsenhausen deportiert, aus dem sie erst nach Wochen zurückkehren konnten. In der Folgezeit verließen die letzten Juden Dornum. Am 8. März 1940 wurde die Ortschaft als „judenfrei“ gemeldet.
Der Friedhof, auf dem am 9. November 1938, am Tage des Pogroms, die letzte Beerdigung stattfand, wurde von den Nationalsozialisten für 150 Reichsmark an einen Anrainer verkauft. Zwischen 1940 und 1945 wurden die Grabsteine von den Gräbern entfernt und an der Marktstraße zusammengestellt. Weitere Planungen sahen vor, den Friedhof zu pflügen und nur noch ein Grab symbolisch stehen zu lassen. Dazu kam es jedoch nicht mehr.

### Nachkriegszeit
Über 50 % der 1933 in Dornum lebenden jüdischen Einwohner wurden im Holocaust ermordet. Eine juristische Aufarbeitung der Vorfälle in Dornum fand nicht statt, da die staatsanwaltlichen Ermittlungen für eine Anklage nicht ausreichten. Auf Anordnung der alliierten Militärbehörde (Kanadier) wurden die noch nicht zerstörten Steine auf den Friedhof zurückgebracht und auf den noch vorhandenen Fundamenten aufgebaut. Da einige Grabsteine nicht den richtigen Gräbern zugeordnet werden konnten, ist es für die Angehörigen schwierig, das Kaddisch zu sprechen, weshalb oft ein Kaddisch über den ganzen Friedhof gesprochen wird.
Der Schützenkönig des Jahres 1981/82, Christoph Meyer, ließ die Schilder seiner jüdischen Amtsvorgänger wieder in die Königskette einfügen.
Die Synagoge wurde noch bis 1990 als Möbellager benutzt. 1990 gründete sich der Förderverein „Synagoge Dornum“, dessen Vereinsziele die Erhaltung und Wiederherstellung der Synagoge in Dornum, die Instandhaltung und Pflege des jüdischen Friedhofes sowie die Erstellung einer ständigen Ausstellung zur jüdischen Geschichte Dornums sind. 1991 wurde die Synagoge mit Mitteln der Denkmalpflege sowie der Gemeinde Dornum restauriert; seither ist sie Gedenk- und Informationsstätte. Von den überlebenden Dornumer Juden kehrte keiner zurück.

## Gemeindeentwicklung
Die jüdische Gemeinde in Dornum hatte 1925 mit 7,3 % den höchsten prozentualen Bevölkerungsanteil in Ostfriesland. 1905 waren es noch 9 % der Gesamtbevölkerung des Fleckens.
| Jahr                   | Gemeindemitglieder |
| ---------------------- | ------------------ |
| 1802                   | 31 Personen        |
| 1867                   | 65 Personen        |
| 1885                   | 61 Personen        |
| 1905                   | 83 Personen        |
| 1925                   | 58 Personen        |
| 1933 Anfang des Jahres | 53 Personen        |
| 1933 Ende des Jahres   | 32 Personen        |
| 1938 November          | 15 Personen        |

## Gedenkstätten

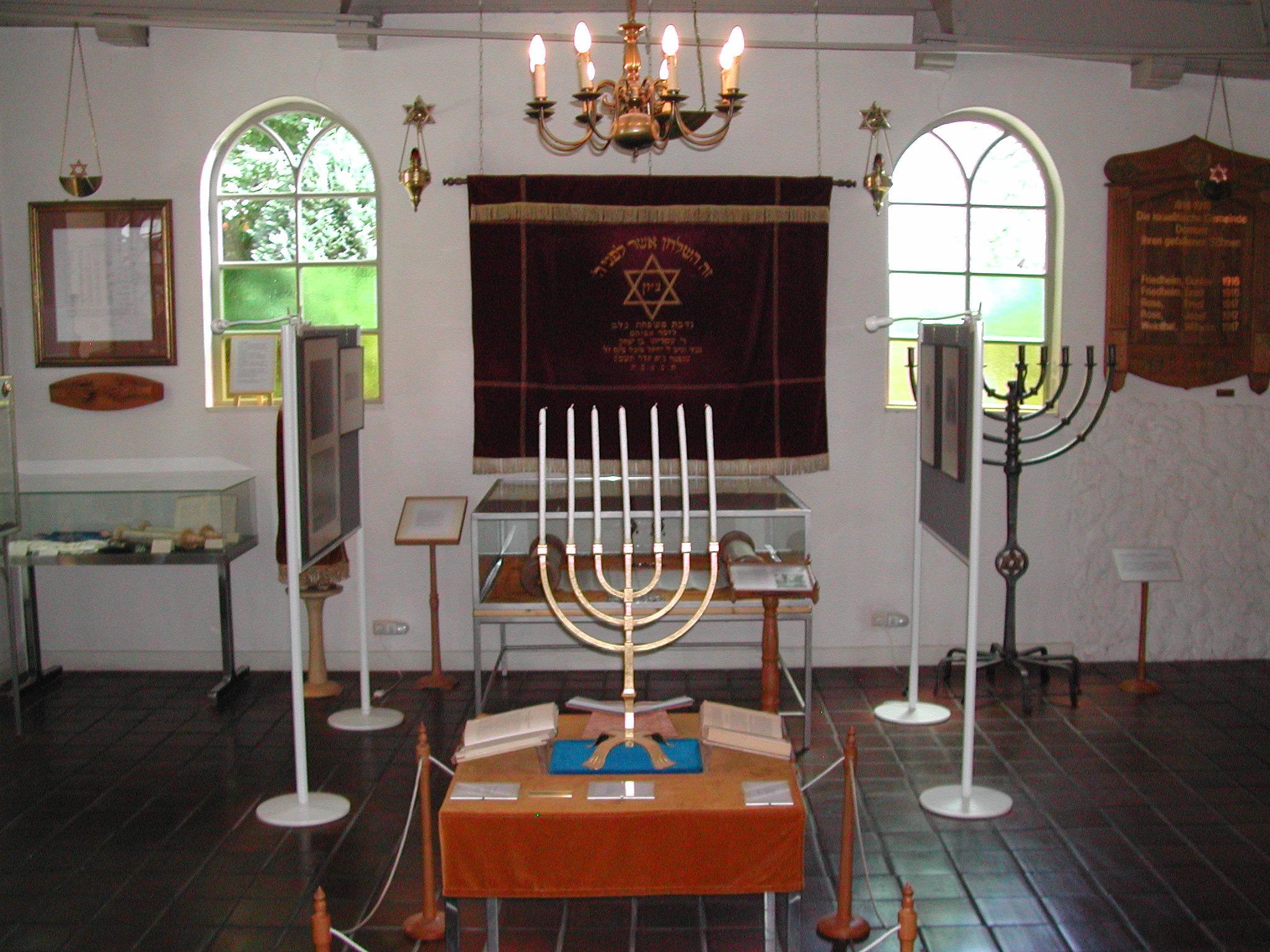
Gedenk- und Informationsstätte Synagoge Dornum

- Gedenk- und Informationsstätte Synagoge Dornum
- Jüdischer Friedhof Dornum